# بيفل سطانيف
بيفل سطانيف (بالبلغارية: Павел Станев)‏ هو لاعب كرة قدم بلغاري في مركز حراسة المرمى، ولد في 27 أكتوبر 1986 في بلوفديف في بلغاريا. لعب مع بوتيف فراتسا وفيهرين ساندانسكي ونادي بوتيف بلوفديف.